# Zoe Perry
Zoe Perry, född 26 september 1983 i Chicago, är en amerikansk skådespelare.
Perry har bland annat medverkat i TV-serien Scandal och Young Sheldon.

## Filmografi (i urval)
- 2017 – Scandal (TV-serie)
- 2017–2024 – Young Sheldon (TV-serie)